# 普莱兰
普莱兰（法語：Plérin，法語發音：[pleʁɛ̃]），法国西北部城市，布列塔尼大区阿摩尔滨海省的一个市镇，隶属于圣布里厄区，其市镇面积为27.72平方公里，2022年1月1日时人口数量为14,527人，在法国城市中排名第688位。
普莱兰位于阿摩尔滨海省东北部，南侧与省会圣布里厄接壤，北侧则濒临英吉利海峡，是圣布里厄的一个近郊卫星居民区。

## 地名来源

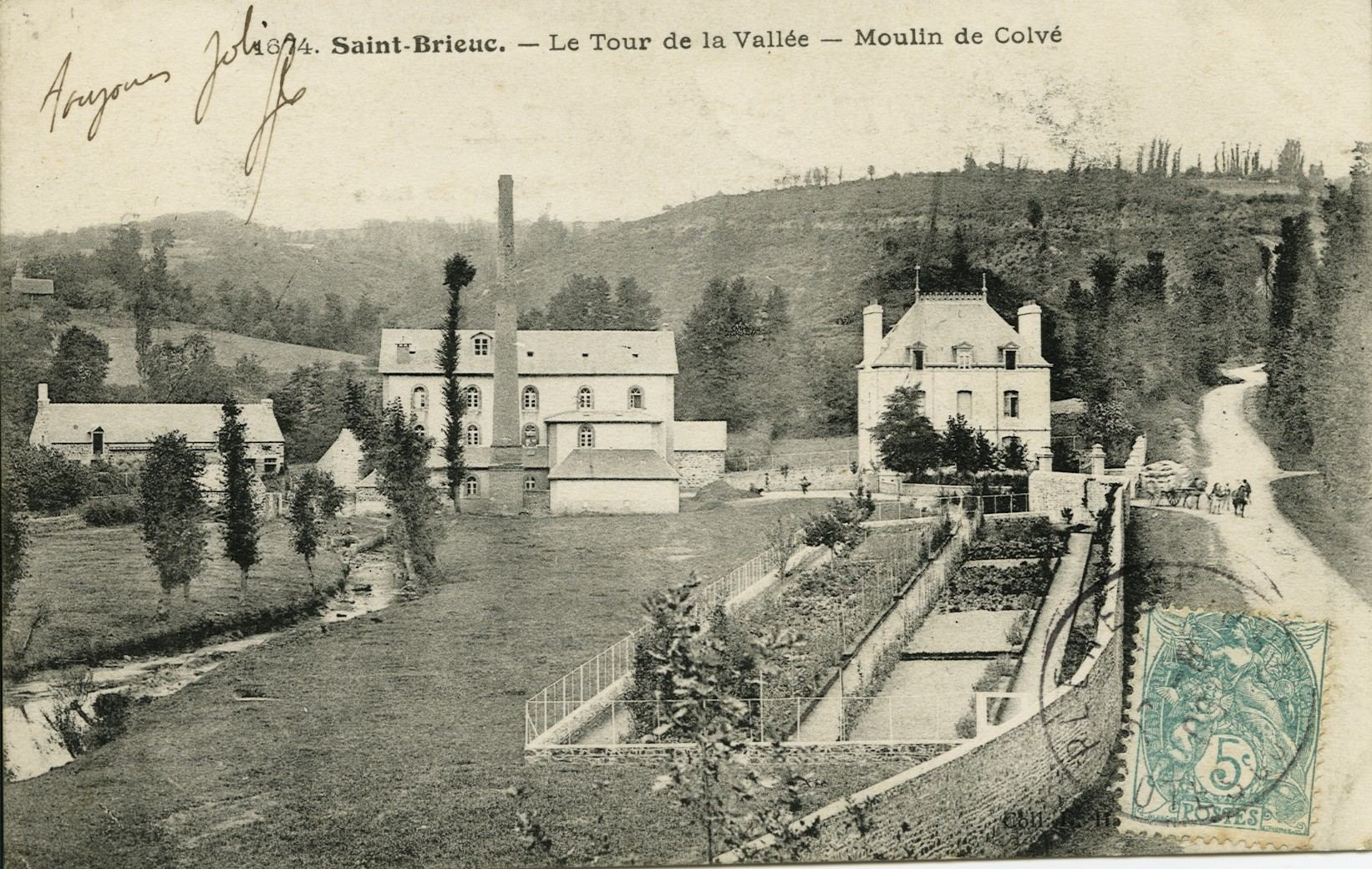
20世纪初普莱兰境内的一处磨坊

“普莱兰”一名最初出现于公元1225年，“Pl”和“érin”两部分均来源于古布列塔尼语，前者意为“堂区”，后者为一个历史人物。

## 历史
普莱兰境内曾发现新石器时期的人类活动遗迹，古罗马时期，一条沿海岸线延伸的道路由此通过。中世纪时期，普莱兰长期为一处普通村落，其中沿海地区主要以渔业为生。法国大革命后，普莱兰成为北滨海省（1990年更名为“阿摩尔滨海省”）的一个市镇，工业革命期间，一条地方铁路连接普莱兰和圣布里厄，后被废弃。二战后，普莱兰人口数量逐年上升，成为圣布里厄的近郊卫星城。

## 地理

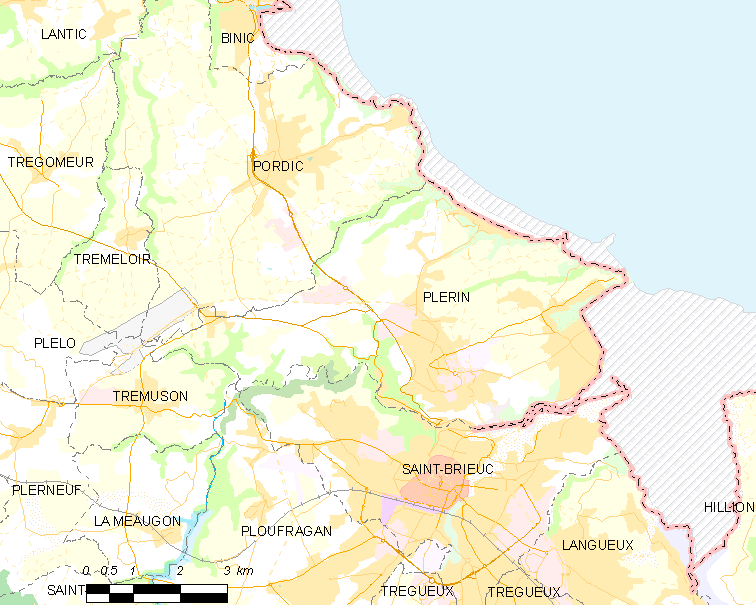
普莱兰市镇范围地图

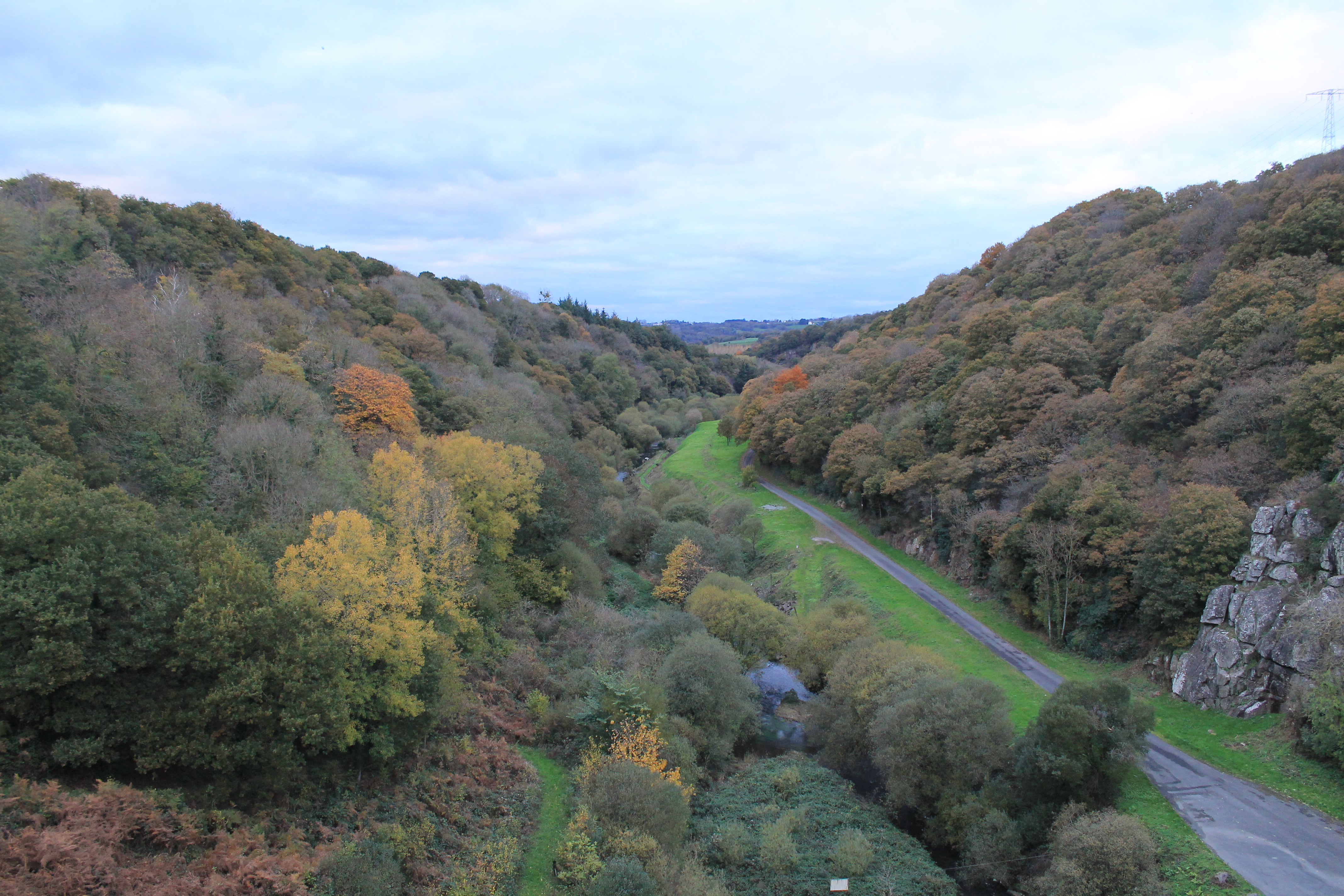
古埃特河谷

普莱兰位于法国西北部，布列塔尼大区北部和阿摩尔滨海省东北部，距离省会圣布里厄大约3公里。与普莱兰接壤的市镇包括：圣布里厄、普卢弗拉冈、特雷米松、波尔迪克。

### 地形
普莱兰位于阿摩里卡丘陵北部，境内以浅丘和平原为主，市镇中心地势较为平坦，沿海区域多丘陵地貌，全境海拔在0到143米之间。

### 水文
古埃特河自西向东流经境内南部，并在普莱兰东南部注入大西洋。

### 植被
普莱兰属于温带阔叶混交林区，普莱兰树林公园（Arboretum Plérin）是当地主要的城市绿地，林地则广泛分布于市镇范围内的多个区域。
在鲜花城市的评比中，普莱兰被评为3星级鲜花城市。

### 气候
普莱兰在柯本气候分类法中属于温带海洋性气候。

## 行政区划
普莱兰是法国布列塔尼大区阿摩尔滨海省的一个市镇，编号为22187。普莱兰隶属于圣布里厄区和阿摩尔滨海省第一选区，管理普莱兰县，同时也是圣布里厄城市圈公共社区的组成部分。
法国国家统计与经济研究所（简称）在进行数据统计时，将普莱兰及周边另外7个市镇设为圣布里厄城市核心区，并将包括核心区在内的附近共44个市镇划为圣布里厄城市区。自2020年起，圣布里厄城市区被包含51个市镇的圣布里厄城市辐射区代替。此外，还将普莱兰市镇分为了6个“块区”（IRIS），以便于统计人口分布情况。

## 交通

### 公路
法国国道N12线和多条阿摩尔滨海省省道在普莱兰境内交汇。
2017年，78.1%的普莱兰家庭拥有至少一辆私人汽车。2019年，普莱兰境内共发生各类交通事故23起，造成1人遇难，30人受伤。

### 铁路
距离普莱兰最近的铁路客运车站为位于巴黎－布雷斯特铁路上的圣布里厄站。

### 航空
距离普莱兰最近的民用航空站为雷恩布列塔尼机场，距离普莱兰市中心的公路里程约104公里。

### 城市公共交通
普莱兰是圣布里厄城市公共交通（商业名称为“TUB”）的服务范围，后者是圣布里厄城市圈公共社区的公共交通系统，其下属公交C线、D线、R线、10路和40路经过普莱兰市区。

## 政治
普莱兰的现任市长为罗南·凯尔德拉翁先生，他是社会党的一名成员，在2020年的市政选举中获得了52.22%的支持率。
在2017年的法国总统大选中，法国第25任总统埃马纽埃尔·马克龙在普莱兰获得了80.48%的支持率。

## 人口
2018年，普莱兰市镇人口数量为14,158，在法国排名第688位。其中男性6,679人，女性7,383人，75岁及以上人口占10.5%，外籍人口数量为2,622人，人口密度为511人/平方公里，当地居民被称为（男性）或（女性）。2019年，普莱兰境内出生120人，死亡人口143人。
| 年份   | 1936  | 1946  | 1954  | 1962  | 1968  | 1975  | 1982   | 1990   | 1999   | 2006   | 2011   | 2016   | 2018   |
| ------ | ----- | ----- | ----- | ----- | ----- | ----- | ------ | ------ | ------ | ------ | ------ | ------ | ------ |
| 人口數 | 5,288 | 6,370 | 6,779 | 7,623 | 8,780 | 9,757 | 10,559 | 12,108 | 12,512 | 13,402 | 14,020 | 13,824 | 14,158 |

## 经济
截至2021年6月，普莱兰共有各类用人单位3,088家，平均历史为13年，其中91.31%为中小型企业（PME）。（大型零售）、（通讯设备销售）及（汽车销售）是当地2019年营业额最高的三个企业，分别为94,939,509欧元、45,393,539欧元和25,703,978欧元。

## 财政收入
2019年，普莱兰的财政收入总额为20,274,300欧元，财政支出总额为18,258,600欧元，当年的债务总额为14,376,000欧元。2020年，普莱兰共获得1,754,697欧元的国家财政补助，比上一年减少了0.05%。
2017年，普莱兰的人均月收入总额为2,464欧元，其中高级职员为3,976欧元，低于法国平均水平（4,214欧元）；中级职员为3,051欧元，高于法国平均水平（2,353欧元）；普通职员为1,664欧元，低于法国平均水平（1,690欧元）。
2017年，普莱兰境内的青壮年（15至64岁）失业率为10.9%，当地57.5%的家庭拥有纳税资格，平均纳税4,627欧元，高于法国平均水平（3,888欧元）。

## 社会事务

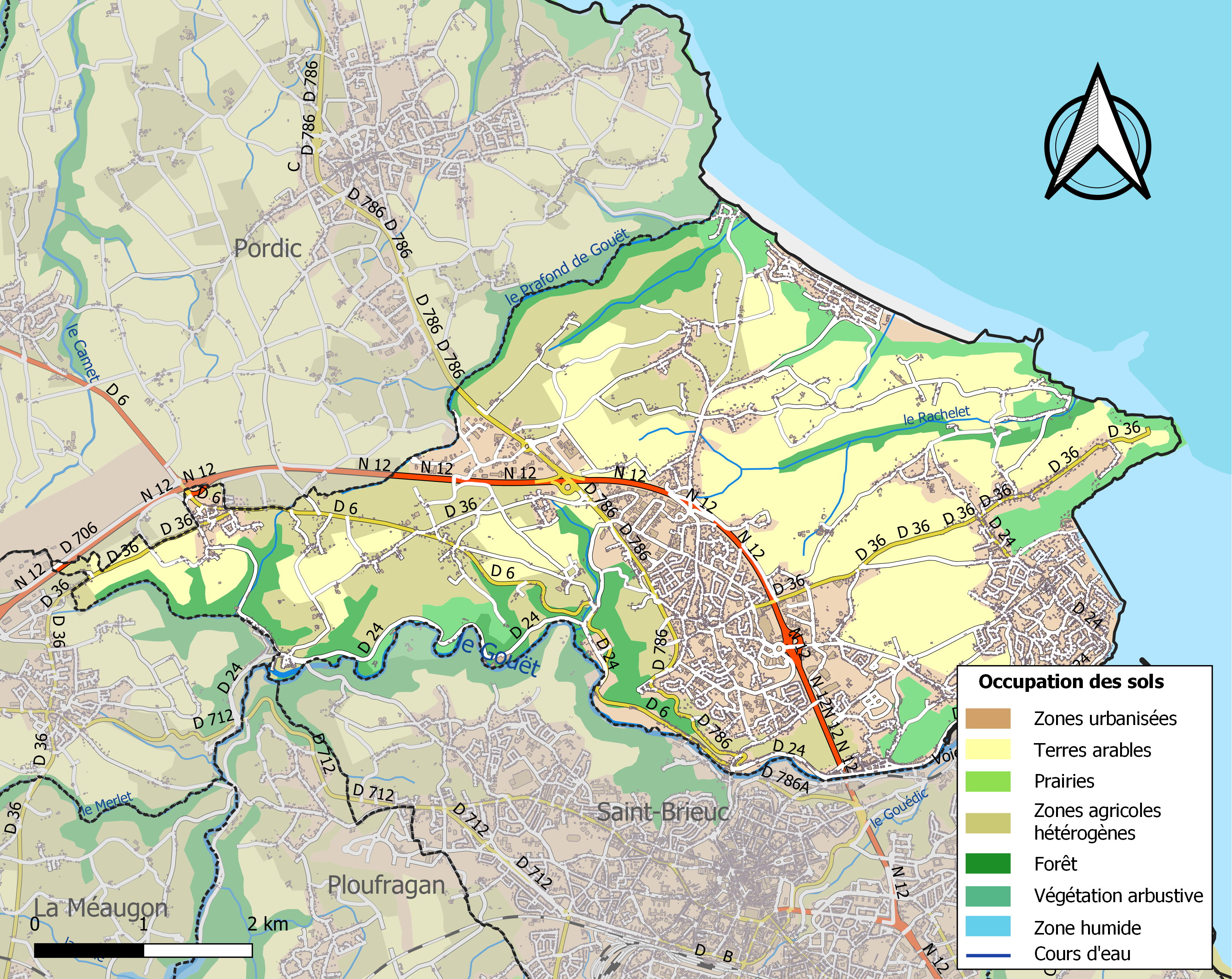
普莱兰土地利用情况地图

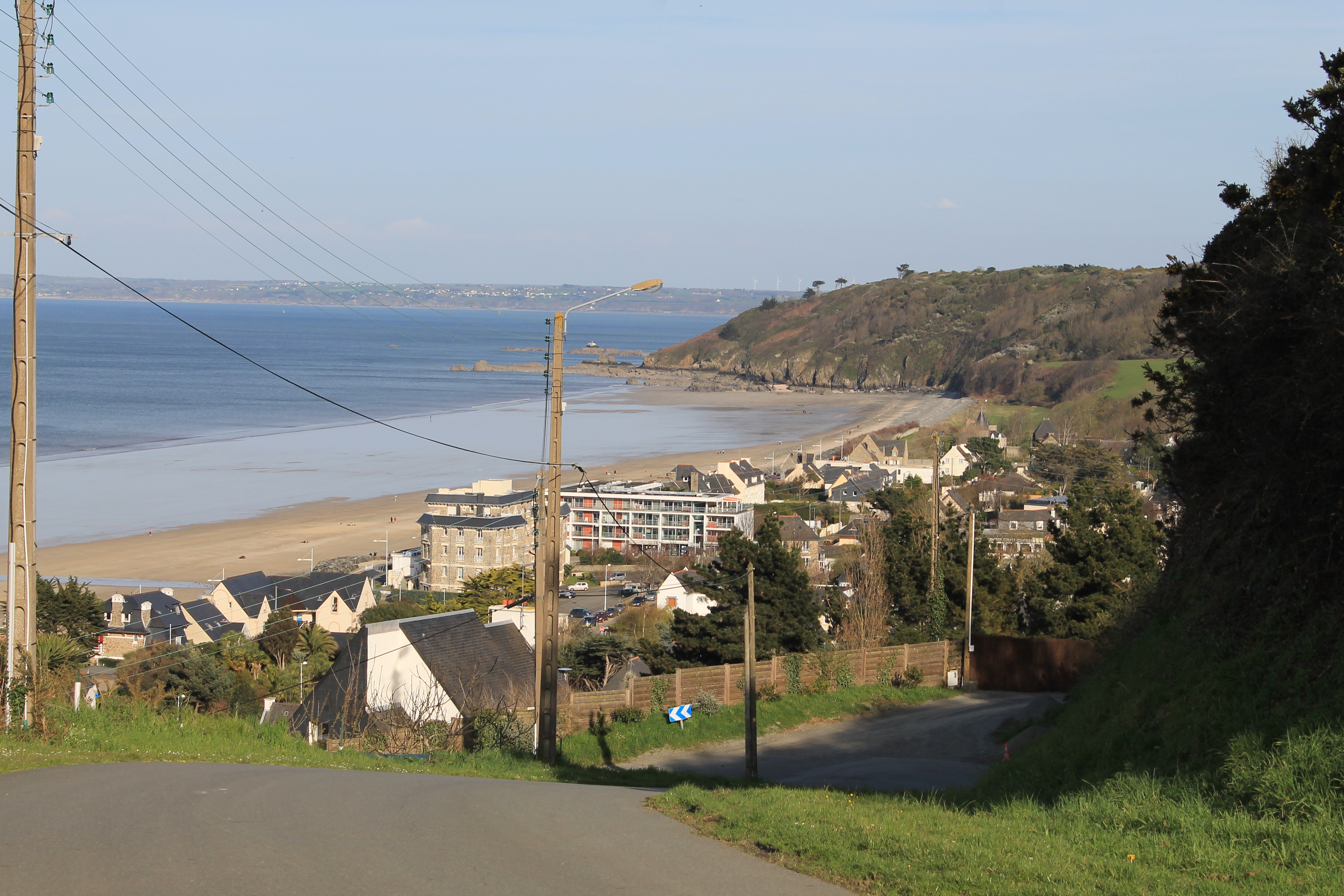
罗赛尔海滩村

### 教育
普莱兰属于雷恩学区。截止2019年1月1日，普莱兰境内共有1所幼儿园、6所小学、2所初级中学、0所普通高中、1所农业高中和0所职业高中。2018至2019学年度，普莱兰境内共有在校中等教育阶段学生1,093名。

### 医疗
截止2019年1月1日，普莱兰境内共有全科医生14名、保健师27名、牙医21名、护士17名、耳科医生5名、眼科医生8名、皮肤科医生0名、助产士4名、儿科医生7名和妇科医生9名。境内共有药房6家、养老院1家、残疾人帮扶中心6家。
普莱兰是圣布里厄中心医院（Centre Hospitalier de Saint-Brieuc）的服务范围，后者是法国的一个区域性医疗机构，其主病区位于圣布里厄市区，设有床位683个，是当地规模最大的公立综合性医院。

### 住房
2017年，普莱兰境内共有各类住房7,653套，其中78.2%为独立式居民区，21.5%为集中式居民区。常住房屋占普莱兰市镇范围内居民建筑总量的86.1%。
在住房保障政策方面，2017年，普莱兰境内共有1,020户家庭获得了住房经济补助，受益人数占总人口数量的7.3%，其中957份为房租补助。

### 商业
2019年，普莱兰境内共有各类实体商铺330家，其中餐厅41家、大型超市5家、杂货店5家、面包房12家、肉铺6家、书店4家、装饰品店1家、银行门店14家、美容美发店16家、汽车维修店16家。市中心东部建有“阿摩尔海湾”（Baie d'Armor）商业购物中心。

### 体育
2019年，普莱兰境内共有3间体育馆、1座综合体育场、6处网球场、1处马术场、2处足球或橄榄球场以及2处篮球或排球场。
普莱兰足球俱乐部（Plérin Football Club）是当地的一支足球队，2021至2022赛季参加阿摩尔滨海省足球联赛。

### 环境
普莱兰的环境事务由其所属的公共社区负责。2019年，普莱兰境内共有1家污染企业。

### 治安
2014年，普莱兰及附近地区共发生各类案件4,762起，其中盗窃类案件2,919起，经济类案件572起，毒品交易类案件314起。

## 文化
2019年，普莱兰境内暂无任何文化设施。普莱兰市政府提供多媒体中心，向公众全年开放。

### 建筑
普莱兰境内有多处历史建筑。

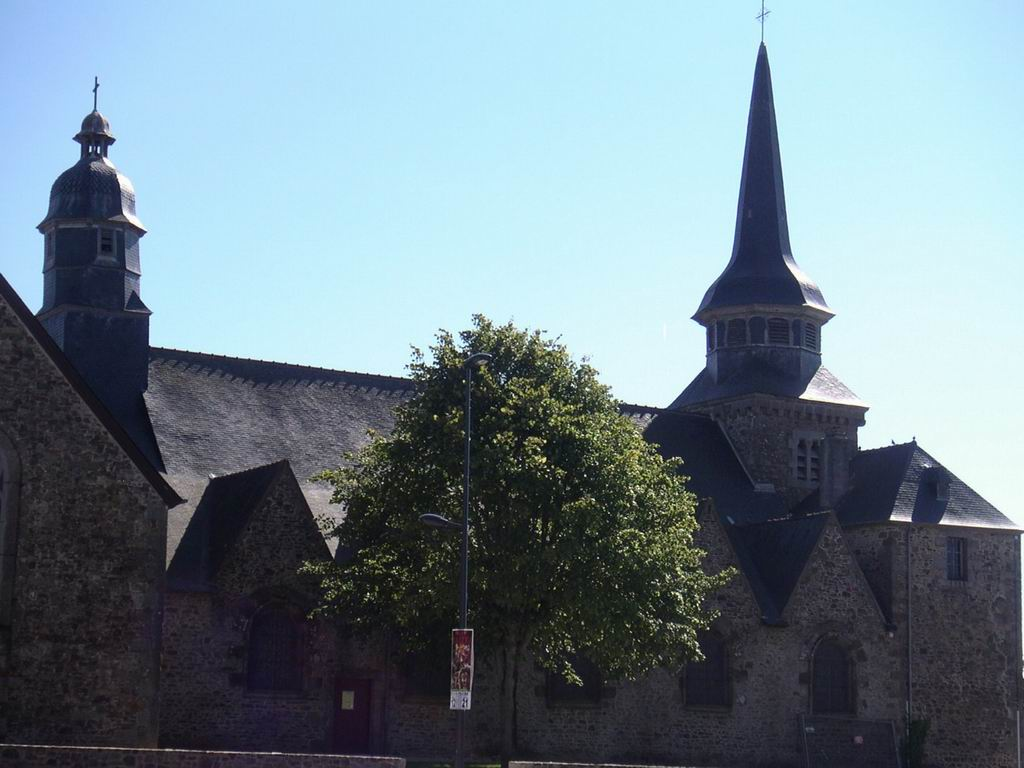
圣伯多禄教堂
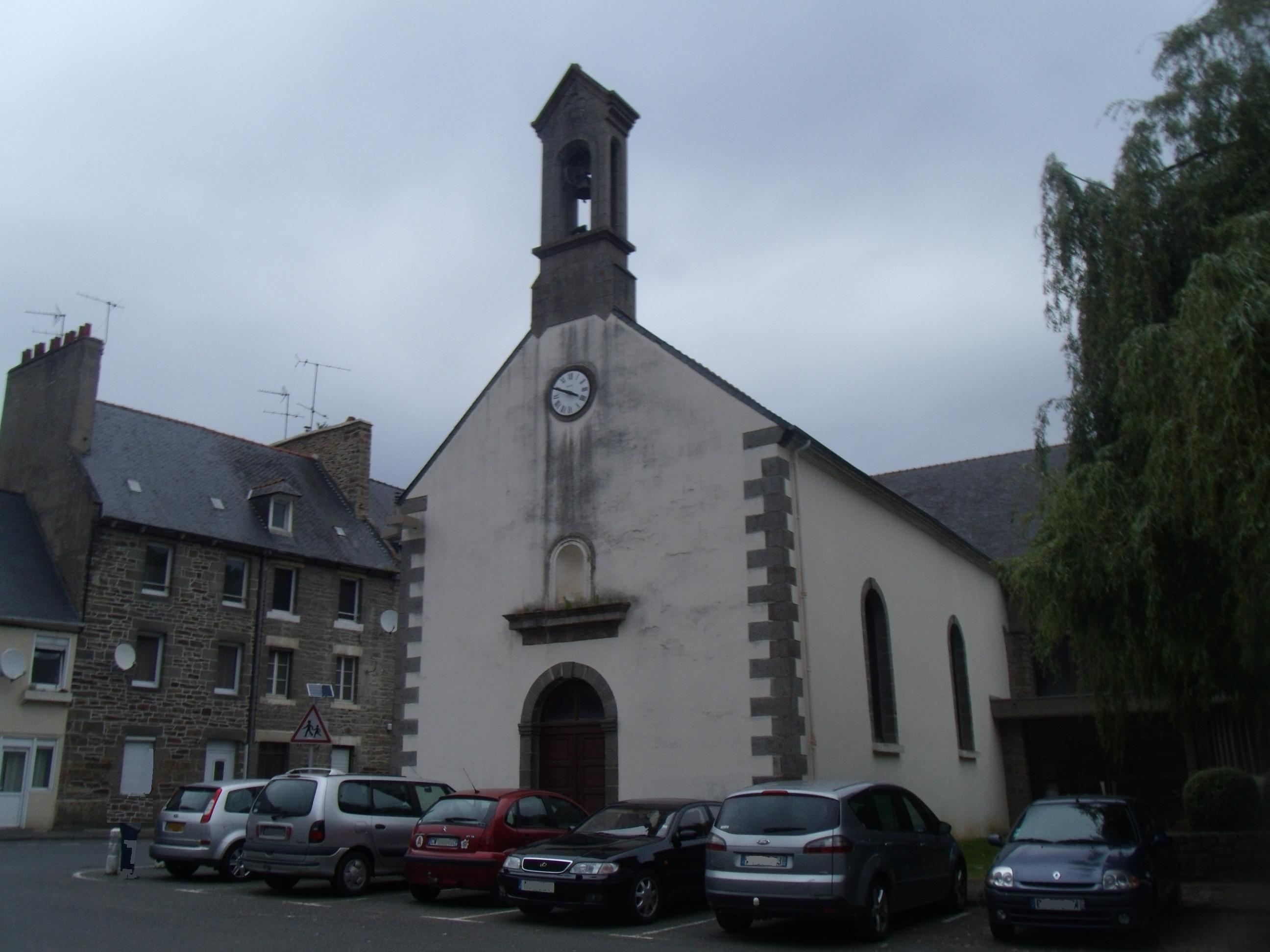
圣母教堂
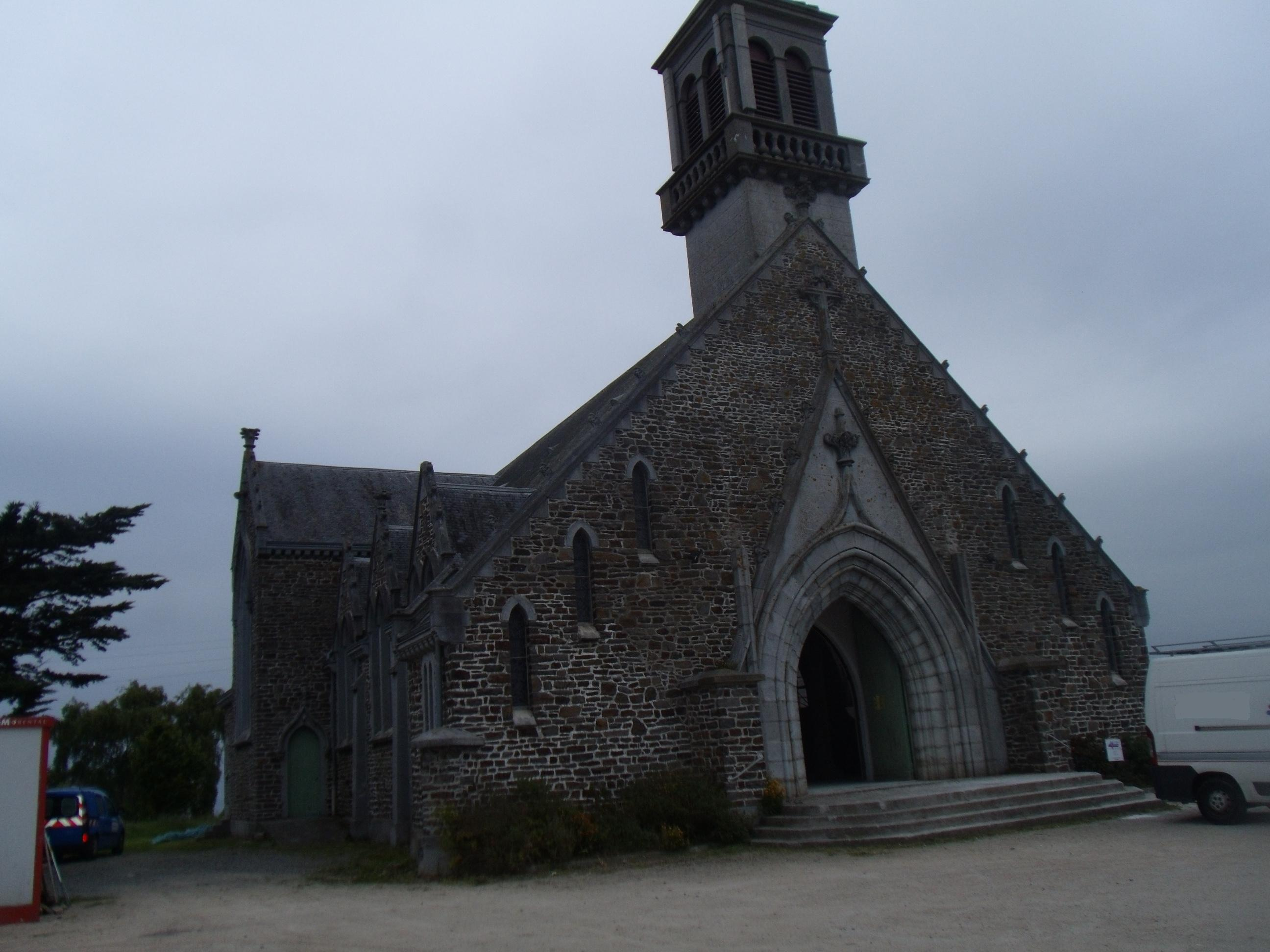
滨海圣洛朗教堂
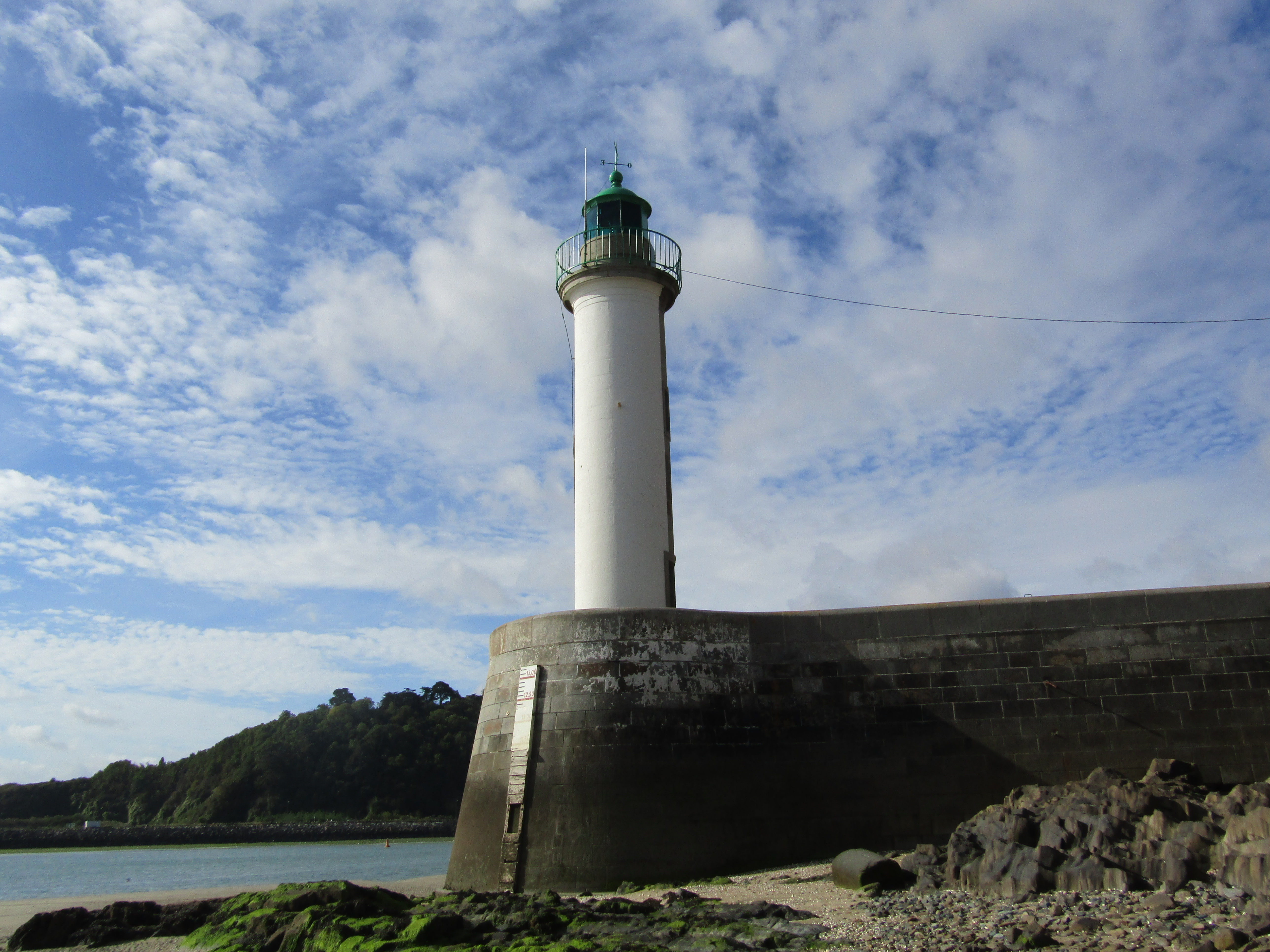
莱盖灯塔
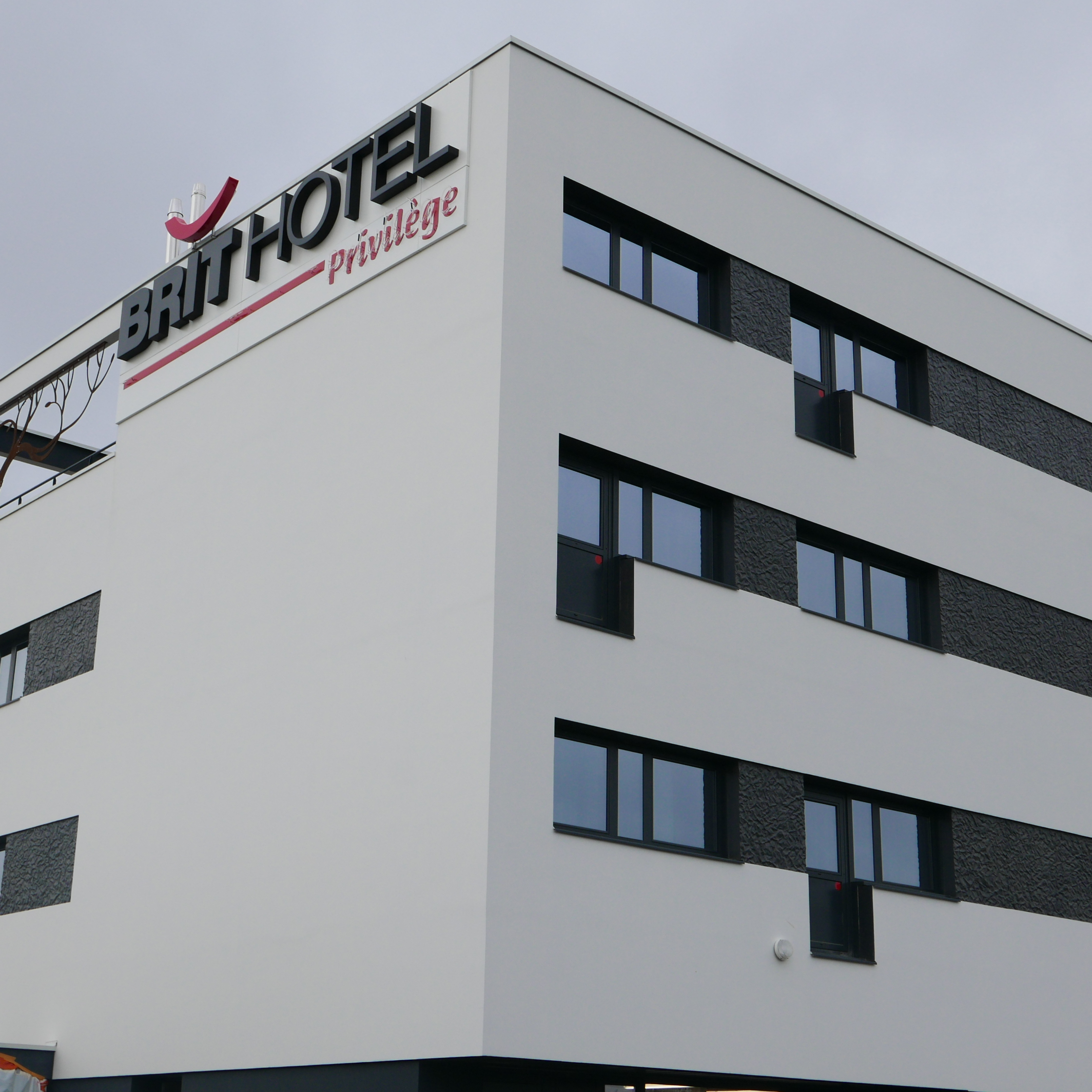
普莱兰境内的一处酒店
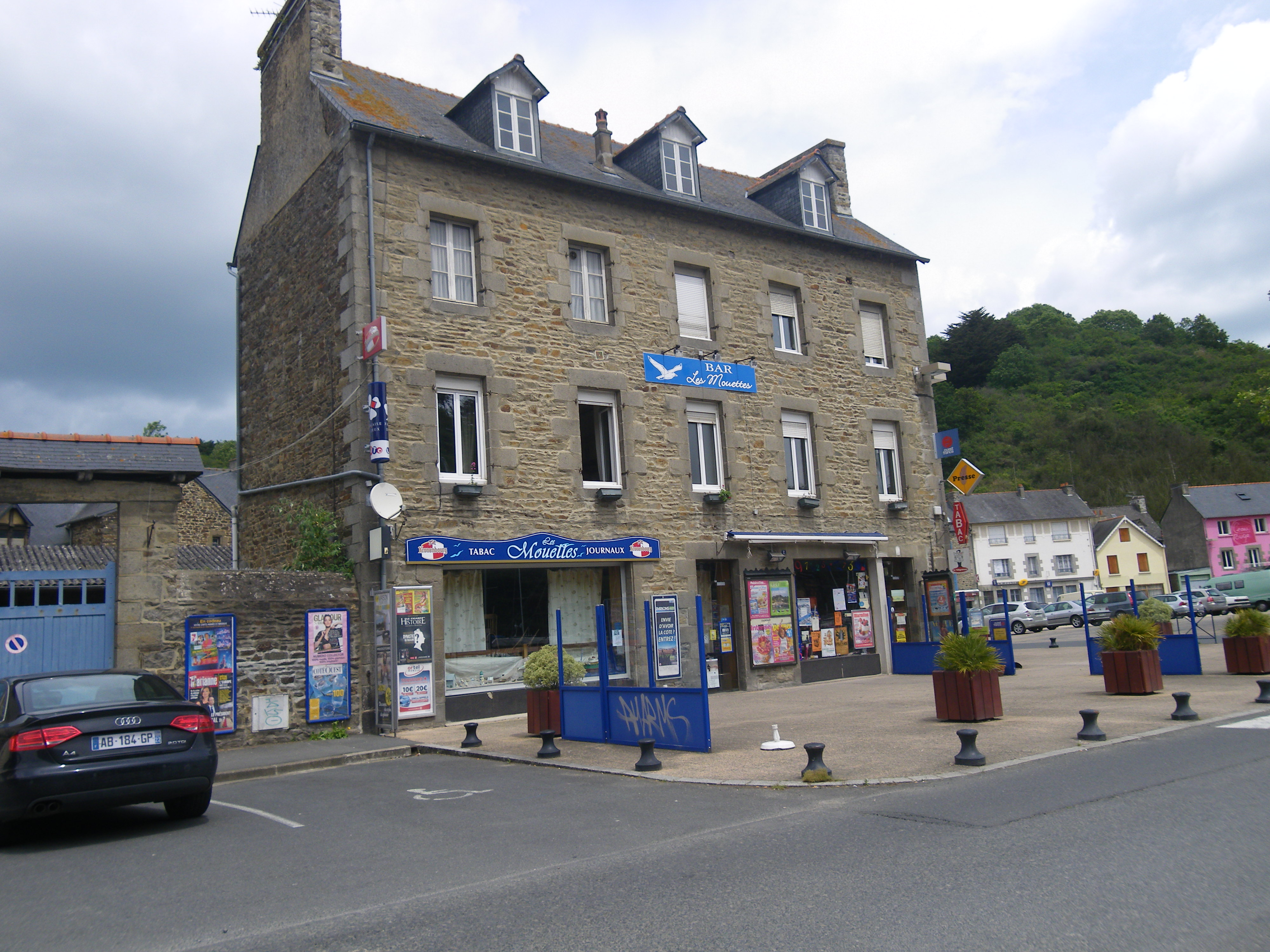
传统商业建筑
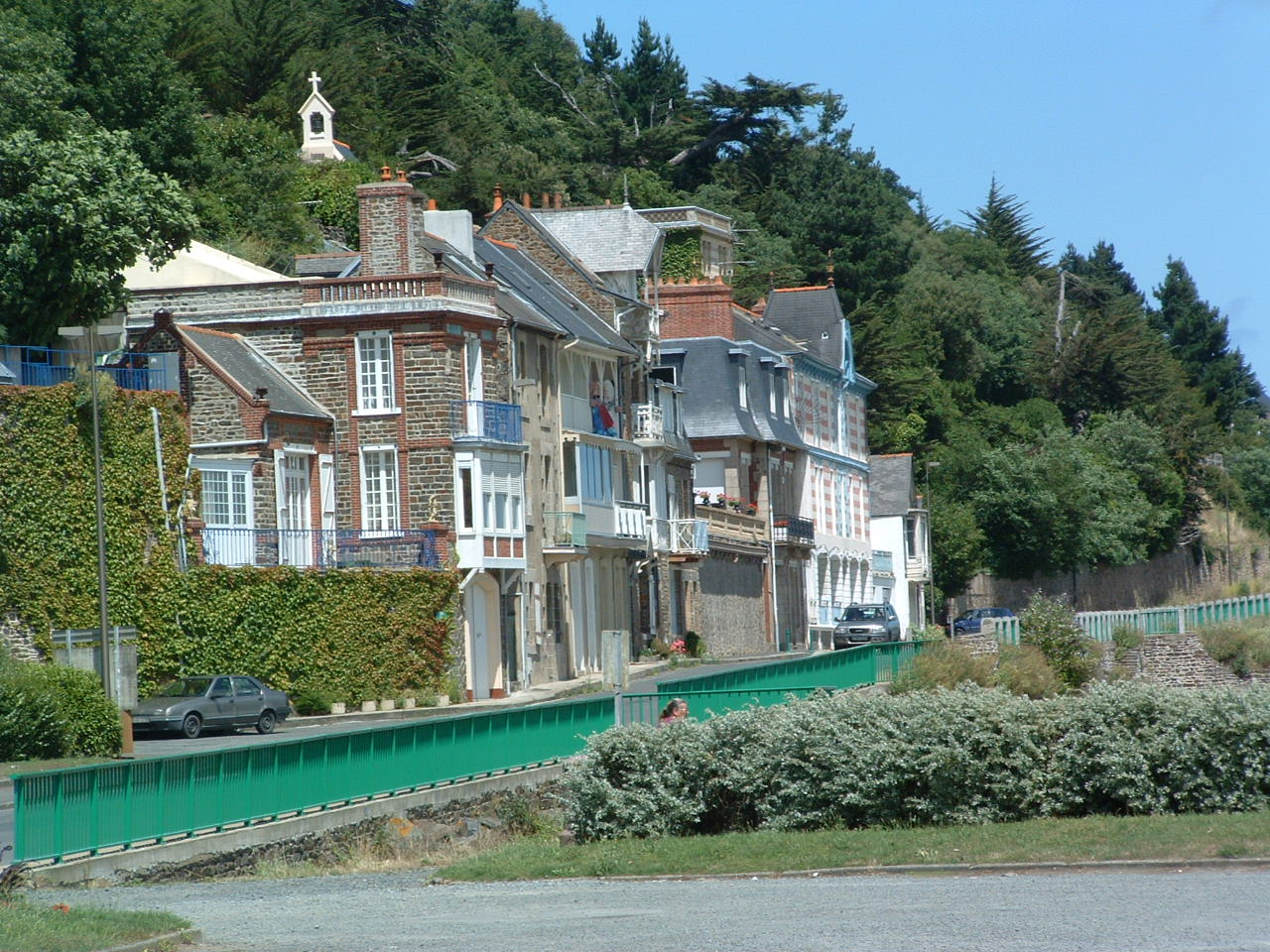
传统居民建筑

### 旅游
普莱兰的旅游事务由其所属的公共社区负责。2020年，普莱兰境内共有5家酒店共计196间房间；另有3个露营地，可容纳共111辆露营车。

### 媒体
法国主要的媒体均可在普莱兰接收，法国电视三台下属的布列塔尼大区频道在部分时段播出普莱兰所属区域的地方新闻。

## 友好城市
截至2021年6月，普莱兰共与三座城市互为友好城市关系：
- 德国 黑措根拉特
- 英格兰 庫克斯敦
- 波蘭 弗龍基